# Tân Thành (thị trấn)
Tân Thành là thị trấn huyện lỵ của huyện Bắc Tân Uyên, tỉnh Bình Dương, Việt Nam.

## Địa lý
Thị trấn Tân Thành nằm ở trung tâm huyện Bắc Tân Uyên, có vị trí địa lý:
- Phía bắc giáp xã Tân Định
- Phía đông giáp xã Hiếu Liêm và xã Đất Cuốc
- Phía nam giáp xã Đất Cuốc
- Phía tây giáp xã Tân Lập.

Thị trấn Tân Thành có diện tích 26,88 km², dân số năm 2021 là 11.435 người, mật độ dân số đạt 426 người/km².

## Hành chính
Thị trấn Tân Thành được chia thành 6 khu phố: 1, 2, 3, 4, 5, 6.

## Lịch sử
Trước đây, Tân Thành là một xã thuộc huyện Tân Uyên, tỉnh Bình Dương.
Xã Tân Thành được thành lập vào ngày 25 tháng 4 năm 1979, là một xã thuộc vùng kinh tế mới của huyện Tân Uyên lúc bấy giờ.
Ngày 4 tháng 12 năm 1985, Hội đồng Bộ trưởng ban hành Quyết định 271-HĐBT. Theo đó, sáp nhập xã Tân Lợi vào xã Tân Thành.
Ngày 17 tháng 11 năm 2004, Chính phủ ban hành Nghị định 190/2004/NĐ-CP theo đó, thành lập xã Đất Cuốc trên cơ sở điều chỉnh 2.012 ha diện tích tự nhiên và 1.204 người của xã Tân Thành.
Sau khi điều chỉnh địa giới hành chính, xã Tân Thành còn lại 2.694 ha diện tích tự nhiên và 3.226 người.
Ngày 29 tháng 12 năm 2013, xã Tân Thành thuộc huyện Bắc Tân Uyên mới thành lập và là huyện lỵ huyện này.
Ngày 11 tháng 7 năm 2018, Ủy ban thường vụ Quốc hội ban hành Nghị quyết 535/NQ-UBTVQH14. Theo đó, thành lập thị trấn Tân Thành, thị trấn huyện lỵ của huyện Bắc Tân Uyên trên cơ sở toàn bộ 26,88 km² diện tích tự nhiên và 8.568 người của xã Tân Thành.